# Tema Youth
Tema Youth (offiziell: Tema Youth Football Club) ist ein Fußballverein aus der ghanaischen Stadt Tema. Die Mannschaft trägt wie der Lokalrivale Real Sportive ihre Heimspiele im Tema Sports Stadium aus.

## Geschichte
Zur Saison 2006/07 stieg Tema Youth erstmals in die höchste ghanaische Spielklasse auf und wurde vom ghanaischen Verband nach mehreren Verzichts und Protesten gegen Spielwertungen für den CAF Confederation Cup 2007 nominiert und traf dort in der zweiten Runde auf den kamerunischen Vertreter Les Astres. Als man zum Hinspiel in Kamerun nicht erschien, wurde der Verein vom afrikanischen Verband disqualifiziert und für drei Jahre von allen kontinentalen Wettbewerben ausgeschlossen. Grund für das Nichterscheinen sollen finanzielle Gründe gewesen sein.
Anfang 2009 übernahm der Österreicher Attila Sekerlioglu das Traineramt von Isaac Opeele Boateng bei Tema Youth.

### Trainer
- Anthony Lokko (2005–2006)
- John Eshun (2006–2007)
- Bright Osei (2008)
- Joachim Yaw Acheampong  (2008)
- David Duncan (2009)
- Isaac Opeele Boateng (2009)
- Attila Sekerlioglu (2009)
- Oti Akenteng (2010–2011)

## Namen und Zahlen

### Erfolge

#### National
| National Middle League 2005/06                       | 2  | 4:2   | 7  |
| Ghana Premier League 2006/07                         | 9  | 23:23 | 40 |
| Ghana Premier League 2007/08                         | 9  | 30:35 | 40 |
| Ghana Premier League 2008/09                         | 15 | 29:41 | 34 |
| National Middle League 2009/10                       | 1  | 18:12 | 24 |
| Orange unterlegt: 1. Liga Violett unterlegt: 2. Liga |    |       |    |

#### International
- CAF Confederation Cup: Teilnahme 2007 (disqualifiziert)

## Bekannte Spieler
- Edward Affum (ehemaliger ghanaischer Junioren-Nationalspieler)
- Bernard Akuffo (ehemaliger ghanaischer Junioren-Nationalspieler)
- Richard Annang (ghanaischer Nationalspieler)
- Patrick Antwi (ehemaliger ghanaischer Nationalspieler)
- Theophilus Apoh (ehemaliger ghanaischer Junioren-Nationalspieler)
- Jeffrey Arimiah Aryer (ehemaliger Profi bei Hakoah Amidar Ramat Gan)
- Emmanuel Baffour (ghanaischer Nationalspieler)
- Cofie Bekoe (ehemaliger ghanaischer Junioren-Nationalspieler)
- Ekow Benson (ehemaliger ghanaischer Nationalspieler)
- Charles Boateng (ehemaliger Junioren-Nationalspieler)
- Emmanuel Clottey (ehemaliger ghanaischer Nationalspieler)
- Daniel Eshun (ehemaliger ghanaischer Junioren-Nationalspieler)
- Nana Eshun (ehemaliger Profi bei Borussia Dortmund)
- Godfred Fosu (ehemaliger ghanaischer Junioren-Nationalspieler)
- Abdul Haruna Ganiyu (ehemaliger ghanaischer Junioren-Nationalspieler)
- Huzeifah Issah (ehemaliger ghanaischer Junioren-Nationalspieler)
- Awudu Issaka (ehemaliger ghanaischer Junioren-Nationalspieler und Profi bei TSV 1860 München)
- James Loembe (ehemaliger togoischer Junioren-Nationalspieler)
- Derek Mensah (ehemaliger ghanaischer Junioren-Nationalspieler)
- Kofi Mensah (ehemaliger niederländischer Junioren-Nationalspieler)
- Murtala Mohamed (ghanaischer Profi u. a. bei Gençlerbirliği Ankara)
- Mohammed Yahaya Sabato (ehemaliger ghanaischer Junioren-Nationalspieler)
- Eric Sackey (Profi bei FC Olimpia Bălți und Dacia Chisinau)
- Abdulai Seidu (ehemaliger ghanaischer Junioren-Nationalspieler)
- Stephen Tetteh (ehemaliger ghanaischer Junioren-Nationalspieler)
- Ahmed Touré (ehemaliger ivorischer Junioren-Nationalspieler und Profi u. a. beim KSC Lokeren)
- Seidu Yahaya (Profi bei AEK Athen und Maccabi Haifa)

## Basketball
Das Basketballteam spielt in der höchsten Liga von Ghana der Ghana Basketball Association League (GBAAL).